# Adalberto di Ballenstedt
Adalberto, nome incerto e attribuito convenzionalmente (fl. 970), fu conte di Ballenstedt e Vogt dell'abbazia di Nienburg e preposto di Hagenrode.
È il primo antenato provato degli Ascanidi.

## Biografia
Il suo nome è sconosciuto. Si presumeva che si chiamasse Adalberto, come suo nipote Adalberto, ma potrebbe essere stato chiamato in un altro modo. Egli fu padre di Esico, il primo Ascanide conosciuto per nome, frutto del suo matrimonio con Hidda, figlia del margravio Odo della marca orientale sassone. Era imparentato con il margravio Cristiano del Serimunt del Gau Serimunt, da cui i discendenti di Esico riuscirono ad ottenere vari possedimenti in quella zona e il balivato su Nienburg e Frose (?).
Il Sachsenspiegel riferisce che gli antenati di NN (Adalberto) arrivarono con l'immigrazione di tribù sveve intorno al 568 nell'area del Basso Harz, il cosiddetto Schwabengau, e vi si stabilirono.
Egli ebbe più figli:
- Esico, conte di Ballenstedt;
- Uta, che sposò Eccardo II, margravio di Meißen, nota anche come "Uta di Naumburg";
- Teodorico, in seguito prevosto di Ballenstedt (?);
- Liudolfo, in seguito monaco di Corvey;
- Hazecha, badessa dell'abbazia di Gernrode.